# جيم مارش
جيم مارش هو لاعب هوكي الجليد كندي، ولد في 7 سبتمبر 1951.

## وصلات خارجية
- جيم مارش على موقع EliteProspects.com (الإنجليزية)
- جيم مارش على موقع HockeyDB.com (الإنجليزية)
- جيم مارش على موقع Hockey-Reference.com (الإنجليزية)